# Manny Curtis
Pour les articles homonymes, voir Curtis et Kurtz.
Manny Curtis, né Emanuel Kurtz, le 15 novembre 1911 à Brooklyn, New York, et mort le 6 décembre 1984  à San Francisco (Californie), est un parolier américain.
Au cours de sa carrière, il a également utilisé les pseudonymes de Mann Curtis et de Manny Kurtz.

## Carrière
Auteur et parolier, Manny Curtis rejoint l’ASCAP (American Society of Composers, Authors and Publishers) en 1936.
Très actif au cours des années 1930 à 1950, Manny Curtis a écrit les paroles de plus de 250 chansons. Collaborant avec les compositeurs en vue à l'époque, tels Al Hoffman, Al Goodhart, Vic Mizzy et Walter Kent, il est coauteur de plusieurs titres célèbres de ces périodes.

## Œuvres
Parmi les chansons les plus célèbres, on peut citer :
- 1935 : In a Sentimental Mood.
- 1939 : I Ups to Her and She Ups to Me, interprétée par Guy Lombardo et son groupe The Royal Canadians.
- 1939 : Romance Runs in the Family, écrit avec Al Hoffman et Al Goodhart (en).
- 1939 : I Must Have One More Kiss Kiss Kiss (before we say goodnight), écrit avec Al Hoffman et Al Goodhart (en), et interprété par Eddy Duchin (en).
- 1941 : The Story of a Starry Night, co-écrit avec Al Hoffman et Jerry Livingston.
- 1943 : I Had a Little Talk with the Lord, écrit avec Vic Mizzy.
- 1944 : Pretty Kitty Blue Eyes, écrit avec Vic Mizzy.
- 1944 : He Took Her for a Sleighride, interprété par Donald O'Connor et Peggy Ryan, dans le film musical Bowery to Broadway de Charles Lamont.
- 1945 : My Dreams Are Getting Better All the Time (en), écrit avec Vic Mizzy.
- 1947 : With a Hey and a Hi and a Ho-Ho-Ho, écrit avec Vic Mizzy.
- 1953 : With All My Heart and Soul (en), la version anglaise d'une chanson populaire napolitaine, intitulée Anema e core, sur des paroles écrites en collaboration avec Harry Akst. Cette chanson fut intégrée à la revue théâtrale John Murray Anderson's Almanac, présentée sur Broadway, avec entre autres Harry Belafonte dans la distribution, et interprétée par Eddie Fisher.
- 1954 : The Jones Boy, écrit pour The Mills Brothers.
- 1955 : I'm Gonna Live Till I Die, co-écrit avec Al Hoffman et Walter Kent. Ce titre apparaît sur l'album Look to Your Heart de Frank Sinatra, sorti en 1959. En 2008, cette chanson est reprise par Queen Latifah sur son 6e album Trav'lin' Light, et remporte le Grammy Award du « meilleur arrangement instrumental pour un chanteur[1] ».
- 1957 : Let It Be Me.
- 1959 : (I Don't Care) Only Love Me, titre interprété par Steve Lawrence.
- 1960 : Le thème musical de Klondike (en), une série western américaine, diffusée sur NBC au début des années 1960, qui voit les débuts de l'acteur James Coburn.